# Kuiper Scarp
Das Kuiper Scarp ist eine 810 m hohe Geländestufe auf der Ostseite der westantarktischen Alexander-I.-Insel. Sie ragt mit ost-westlicher Ausrichtung entlang der Südflanke des Uranus-Gletschers auf. 
Luftaufnahmen des US-amerikanischen Polarforschers Lincoln Ellsworth vom 23. November 1935 dienten dem US-amerikanischen Kartographen W. L. G. Joerg für eine Kartierung. Das UK Antarctic Place-Names Committee benannte die Geländestufe 1974 in Anlehnung an die Benennung des Uranus-Gletschers nach dem US-amerikanischen Astronomen Gerard Peter Kuiper (1905–1973), der 1948 den Uranusmond Miranda entdeckt hatte.